# Ингвес, Антон
Антон Игнвес (швед. Anton Ingves; род. 16 июля 2001, Сеффле, Вермланд) — шведский футболист, полузащитник клуба «Эребру».

## Клубная карьера
Является воспитанником клуба «Сифхелла», в котором прошёл путь от детской команды до основной. 2 августа 2016 года попал в заявку клуба на матч первого раунда кубка Швеции против «Викена», но на поле не появился. 3 сентября во встрече четвёртого шведского дивизиона против «Эльме» он впервые появился на поле, выйдя на замену на 76-й минуте. В общей сложности провёл за взрослую команду девять матчей и забил два мяча.
В августе 2017 года перешёл в академию «Эребру» и стал выступать за юношеские команды клуба. 10 января 2019 года подписал с командой трёхлетний молодёжный контракт. В декабре 2020 года получил награду как лучший игрок клубной академии. Перед началом сезона 2021 года был переведён в первую команду. Впервые попал в заявку «Эребру» на сентябрьский матч кубка Швеции с «Сандвикеном», но участия в нем не принимал, оставшись на скамейке запасных. 28 октября дебютировал в чемпионате Швеции, появившись на поле в конце встречи с «Хальмстадом», заменив Юхана Мортенссона.

## Клубная статистика
| Выступление      | Выступление      | Выступление      | Лига | Лига | Кубки | Кубки | Конт. кубки | Конт. кубки | Итого | Итого |
| Клуб             | Лига             | Сезон            | Игры | Голы | Игры  | Голы  | Игры        | Голы        | Игры  | Голы  |
| ---------------- | ---------------- | ---------------- | ---- | ---- | ----- | ----- | ----------- | ----------- | ----- | ----- |
| Сифхелла         | Дивизион 4       | 2016             | 3    | 1    | 0     | 0     | 0           | 0           | 3     | 1     |
| Сифхелла         | Дивизион 4       | 2017             | 6    | 1    | 0     | 0     | 0           | 0           | 6     | 1     |
| Сифхелла         | Итого            | Итого            | 9    | 2    | 0     | 0     | 0           | 0           | 9     | 2     |
| Эребру           | Аллсвенскан      | 2021             | 1    | 0    | 0     | 0     | 0           | 0           | 1     | 0     |
| Эребру           | Итого            | Итого            | 1    | 0    | 0     | 0     | 0           | 0           | 1     | 0     |
| Всего за карьеру | Всего за карьеру | Всего за карьеру | 10   | 2    | 0     | 0     | 0           | 0           | 10    | 2     |